# Giulio Carmignani
Pour les articles homonymes, voir Carmignani.
Giulio Carmignani, né le 14 septembre 1813 à Parme et mort le 16 janvier 1890 dans la même ville, est un peintre paysagiste et un littérateur italien.

## Biographie
Giulio Carmignani naît le 14 septembre 1813 à Parme. Son père est typographe et perpétue la tradition familiale, travaillant pendant vingt-trois ans en tant que directeur de Tipografia Carmignani, dont le principal client est la Gazzetta di Parma. Il est cependant plus attiré par la littérature et la peinture, en particulier les paysages. Il est probable que son premier professeur soit Giuseppe Boccaccio (1792-1852), un artiste et scénographe qui est associé à l' Accademia di Belle Arti di Parma, et dont le style alterne entre néoclassicisme et romantisme.
En 1840, il commence à exposer ses œuvres au Palazzo del Giardino et, après 1855, à la "Société pour l'encouragement des arts et métiers", où il est également conseiller. En 1859, il abandonne son métier de typographe et se consacre entièrement à la création. La plupart de ses toiles portent sur des scènes de la ville de Parme et son style ultérieur montre l'influence de Luigi Marchesi et, après une visite à Naples, de l' école Posillipo.

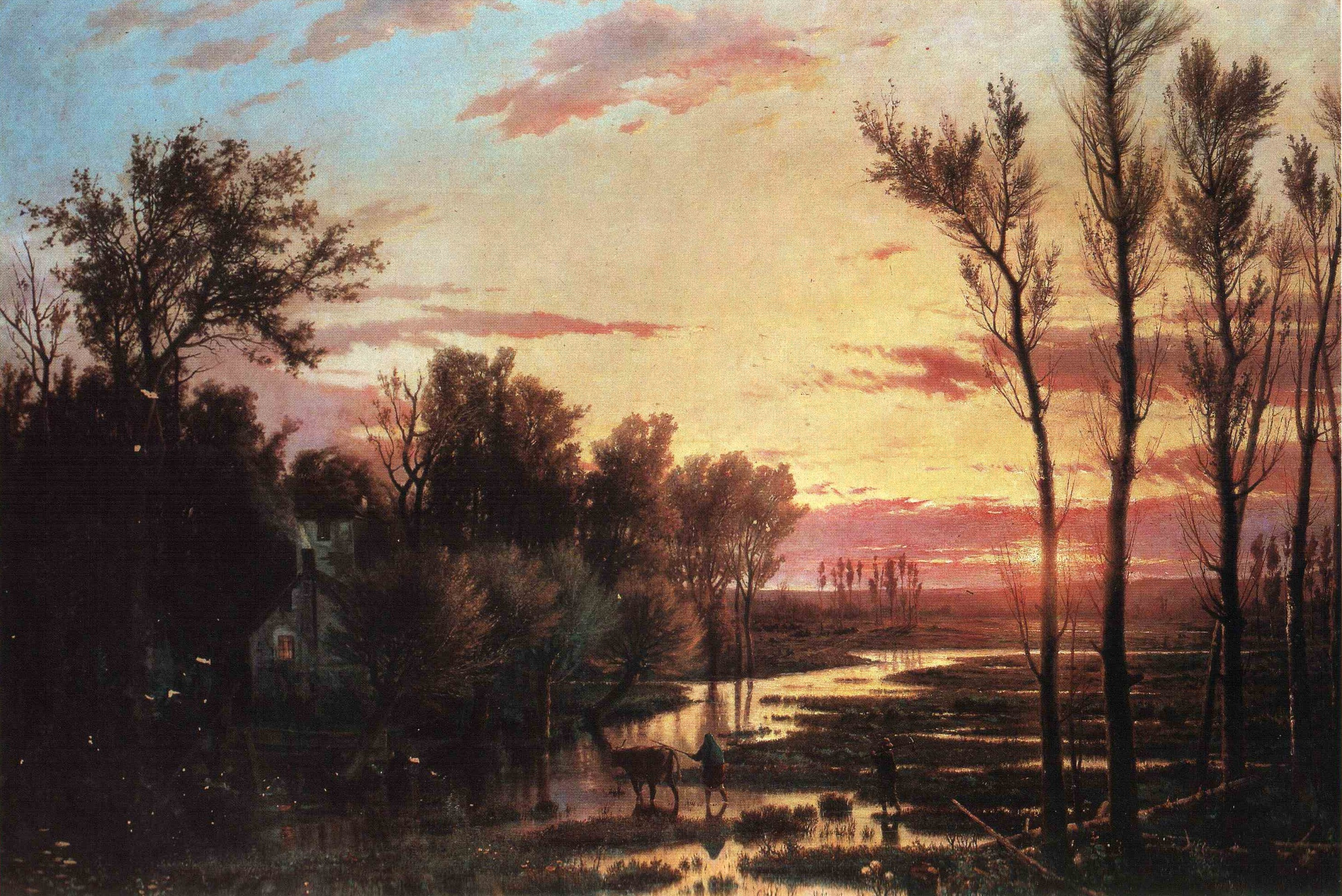
Coucher de soleil après la pluie

Une influence majeure sur son style vient de son fils Guido Carmignani, qui deviendra aussi un peintre notable. Guido fait un voyage à Paris pour étudier les dernières tendances de l'art et partage son enthousiasme pour celles-ci, en particulier l'école de Barbizon. S'en inspirant, Giulio créé ce qui est considéré comme ses chefs-d'œuvre : Un tramonto dopo la pioggia (Coucher de soleil après la pluie, 1864) et Colpo di Vento (Coup de vent, 1870), qui se trouvent tous deux à la Galerie nationale de Parme.
Il souffre plus tard d'un tremblement des mains (probablement la maladie de Parkinson ) qui l'empêche de peindre. Après cela, il se consacre à des études littéraires, dont une traduction d'Horace. Il meurt en 1890 à Parme. Une rue de Parme porte son nom en son honneur.